# نور الدين درويش
نور الدين درويش (مواليد 27 أكتوبر 1973 في مفتاح، البليدة) هو لاعب كرة قدم جزائري دولي سابق. لعب 13 مباراة دولية مع منتخب الجزائر.

## الإنجازات
- شبيبة القبائل
  - الرابطة الجزائرية المحترفة الأولى (2): 2003-04، 2005-06
  - كأس الاتحاد الأفريقي للأندية (3): 2000، 2001، 2002